# Dendrocerus sylviae
Dendrocerus sylviae är en stekelart som beskrevs av Paul Dessart och Cancemi 1987. Dendrocerus sylviae ingår i släktet Dendrocerus och familjen trefåresteklar. Inga underarter finns listade i Catalogue of Life.